# Suri Abbassi
Suri Abbassi (* 23. November 1994 in Duisburg) ist eine deutsche Schauspielerin, Moderatorin, Radioreporterin, Redakteurin und Kultur- und Medienwissenschaftlerin.

## Leben
Suri Abbassi hat einen Bachelor-Abschluss in Medien- und Kulturwissenschaften. Sie war von 2014 bis 2015 als Radioreporterin und Redakteurin tätig. 2018 spielte sie im Kurzfilm Was bleibt mit und war 2020 an der Hörspielproduktion Arzu in Ludwigsburg, gefördert vom Bundesministerium für Familie, Senioren, Frauen und Jugend, in der Rolle der  Shirin Özmen beteiligt. Sie übernahm 2020 zusammen mit Ninia LaGrande die Moderation der digitalen Jugendkonferenz InkluDay der Aktion Mensch. Seit Mitte März 2021 ist sie in der Rolle der Leyla Öztürk in der Fernsehserie Alles was zählt zu sehen.
Abbassi lebt in Düsseldorf.

## Filmografie
- 2018: Was bleibt (Kurzfilm)
- 2019: Memories
- 2020: Hauptsache positiv[6]
- seit 2021: Alles was zählt (Fernsehserie, RTL)